# Jacques David (Bischof)

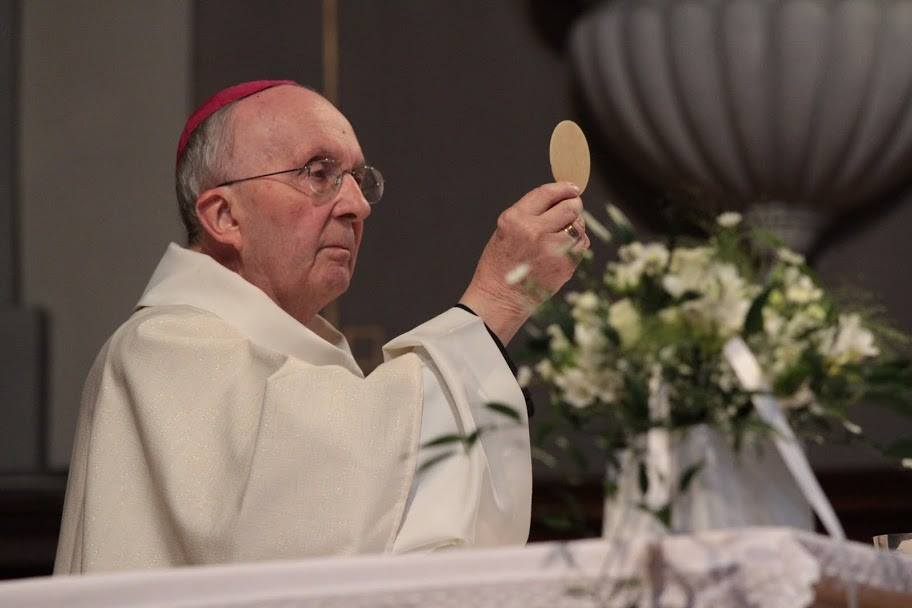
Jacques David, 2013

Jacques Louis Antoine Marie David (* 22. Dezember 1930 in Saint-Aubin-la Plaine, Frankreich; † 19. Dezember 2018 in Les Herbiers) war ein französischer Geistlicher und Bischof von Évreux.

## Leben
Jacques David empfing am 29. Juni 1956 die Priesterweihe.
Papst Johannes Paul II. ernannte ihn am 27. Juli 1981 zum Weihbischof in Bordeaux und Titularbischof von Girba. Der Bischof von Luçon, Charles-Auguste-Marie Paty, spendete ihm am 26. September desselben Jahres die Bischofsweihe; Mitkonsekratoren waren Marius-Félix-Antoine Maziers, Erzbischof von Bordeaux, und Jean-Charles Thomas, Bischof von Ajaccio.
Am 21. Februar 1985  wurde er zum Bischof von La Rochelle ernannt. Am 2. Februar 1996 wurde er durch Johannes Paul II. zum Bischof von Évreux ernannt. Am 28. Januar 2006 nahm Papst Benedikt XVI. seinen altersbedingten Rücktritt an.